# Gaini
Les Gaini sont un peuple anglo-saxon du royaume de Mercie.
Ils sont mentionnés dans la biographie du roi Alfred le Grand écrite en 893 par le moine gallois Asser. Ce dernier relate qu'en 868, avant de devenir roi, Alfred se marie avec Ealhswith, « fille d'Æthelred, comte des Gaini, surnommé Mucill ».
Le nom Mucill ou Mucel est attesté dans les chartes merciennes entre 814 et 866, avec deux individus distincts portant ce nom dans les années 830 et 840. Il s'agit peut-être d'un père et de son fils, le second étant le père d'Ealhswith. Le premier serait le « Mucel fils d'Esne » figurant dans une charte de 836. Cet Esne est attesté dans des chartes de la fin du VIIIe siècle et du début du IXe siècle. Le père d'Ealhswith est cité dans deux chartes du Wessex en 868, l’année du mariage de sa fille avec Alfred. Un certain Æthelwulf, frère d'Ealhswith et donc fils d'Æthelred Mucel, est ealdorman en Mercie à la fin du IXe siècle sous l'autorité d'Æthelred, le gendre du roi Alfred. Il gouverne l'ouest et peut-être le centre de la Mercie.
La localisation exacte du peuple des Gaini est inconnue. Il est possible qu'ils occupent la région de Gainsborough, dans le Lincolnshire.